# Нарта
Нарта (калм. Нарта) — посёлок в Приютненском районе Калмыкии, административный центр Нартинского сельского муниципального образования.

## Название
Название посёлка (калм. Нарта — солнечный) переводится с калмыцкого как	солнечный; освещённый солнцем.

## История
До 1950-х местность по правому берегу реки Большой Мергень была незаселённой. Нарта впервые обозначена на карте СССР 1964 года. В этой связи можно предположить, что посёлок Нарта возник в конце 1950-х - начале 1960-х годов.
В советский период в Нарте размещался совхоз «Победа». В 1985 году в Нарте было открыто типовое двухэтажное здание школы, куда из приспособленных строений перебрались более 300 учащихся. В 1990-е пришёл в упадок местный совхоз, село пришло в запустение

## Физико-географическая характеристика
Посёлок расположен на юге Ергенинской возвышенности, являющейся частью Восточно-Европейской равнины, на правом берегу реки Большой Мергень. Средняя высота над уровнем моря - 52 м. Рельеф местности равнинный.
По автомобильной дороге расстояние до столицы Калмыкии города Элиста составляет 48 км, до районного центра села Приютное - 33 км. Ближайший населённый пункт посёлок Бугу расположен в 8,5 км к югу от Нарты. К посёлку имеется подъезд от федеральной автодороги Элиста - Ставрополь Р216 (7,5 км).
Согласно классификации климатов Кёппена-Гейгера тип климата - влажный континентальный с умеренно холодной зимой и жарким летом. Среднегодовая температура воздуха — 9,9 °C, количество осадков — 347 мм.

## Население
В конце 1980-х в Нарте проживало около 300 жителей.
| 2002 | 2010 | 2012 |
| ---- | ---- | ---- |
| 192  | ↗202 | ↗234 |

Национальный состав
Согласно результатам переписи 2002 года большинство населения посёлка составляли калмыки (90 %)

## Социальная инфраструктура
В Нарте имеются сельский клуб, библиотека. Медицинское обслуживание жителей посёлка обеспечивают местный фельдшерско-акушерский пункт и Приютненская центральная районная больница. Среднее образование жители получают в Нартинской средней общеобразовательной школе.
Посёлок электрифицирован и газифицирован, однако системы централизованного водоснабжения и водоотведения отсутствуют.

## Экологическая ситуация
В середине прошлого века в Калмыкии геологоразведка обнаружила целых шесть так называемых рудных полей, в том числе и Степновское. Калмыцкие запасы фосфор-редкоземельно-урановых руд были оценены в качестве сырья для производства фосфорных удобрений и получения редких земель, скандия и иттрия. Несколько десятилетий под Нартой добывалась ураносодержащая глина, но в середине 1970-х годов из-за убыточности месторождения шахту было решено закрыть. Часть оборудования извлекли наружу, ствол шахты залили бетоном. В настоящее время шахта заброшена.
Республиканское управление Роспотребнадзора заявляет, что радиационной угрозы ни шахта, ни почвы на прилегающей территории не представляют. Тем не менее, ситуация вызывает обеспокоенность у местных жителей